# Republika Zielonego Przylądka na Letnich Igrzyskach Olimpijskich 2000
Republikę Zielonego Przylądka na Letnich Igrzyskach Olimpijskich 2000 reprezentowało dwoje lekkoatletów. Dla obojga były to drugie igrzyska w życiu. Był to drugi start Republiki Zielonego Przylądka na letnich igrzyskach olimpijskich.

## Dyscypliny

### Lekkoatletyka
Mężczyźni
| Zawodnik            | Konkurencja | Finał   | Finał   |
| Zawodnik            | Konkurencja | Wynik   | Miejsce |
| ------------------- | ----------- | ------- | ------- |
| António Carlos Piña | maraton     | 2:29:46 | 67      |

Kobiety
| Zawodniczka          | Konkurencja        | Bieg eliminacyjny | Bieg eliminacyjny |
| Zawodniczka          | Konkurencja        | Wynik             | Miejsce           |
| -------------------- | ------------------ | ----------------- | ----------------- |
| Isménia do Frederico | 100 m przez płotki | 12.99             | 78                |